# The Biggest Reggae One Drop Anthems 2008
The Biggest Reggae One Drop Anthems 2008 – czwarty album z serii kompilacji The Biggest Reggae One Drop Anthems, wydany 23 września 2008 roku przez londyńską wytwórnię Greensleeves Records. 
15 listopada 2008 roku album osiągnął 6. miejsce w cotygodniowym zestawieniu najlepszych albumów reggae magazynu Billboard (ogółem był notowany na liście przez 4 tygodnie).

## Lista utworów

### CD
1. Sizzla - "Crucial Time"
2. Romain Virgo - "Mi Caan Sleep"
3. Morgan Heritage - "Nothing To Smile About"
4. Richie Spice - "Wrap Up A Draw"
5. Luciano - "Trod Out"
6. Jamelody - "Love Crazy"
7. Collie Buddz - "Gimmie Love"
8. Jah Cure - "Forever"
9. Terry Linen - "No Time To Linger"
10. Queen Ifrica & Junior Kelly - "Too Late"
11. Irie Love - "Put Jah First"
12. Duane Stephenson - "August Town"
13. Sizzla - "Rastah Man Chaant"
14. Anthony B & Horace Andy - "Enter The Kingdom Of Zion"
15. Ziggi - "Need To Tell You This"
16. Morgan Heritage & Busy Signal - "Run Dem Whey"
17. Tarrus Riley - "Lion Paw"
18. Gyptian - "I Can Feel Your Pain"

### DVD
1. Morgan Heritage - "Nothing To Smile About"
2. Jamelody - "Love Crazy"
3. Duane Stephenson - "August Town"
4. Ziggi - "Need To Tell You This"
5. Tarrus Riley - "Lion Paw"
6. Gyptian - "I Can Feel Your Pain"
7. Duane Stephenson - "The Making Of August Town"
8. Jamelody - "Introducing Jamelody"